# Louisiana Red
Iverson Minter, plus connu sous le nom de Louisiana Red, est un guitariste et chanteur de blues américain. Selon les sources, il est né le 23 mars 1932 ou 1936, à Bessemer ou à Vicksburg aux États-Unis. Le guitariste meurt le 25 février 2012 à Hanovre en Allemagne, où il est inhumé.
Nommé à 14 reprises par la Blues Foundation durant sa carrière, Louisiana Red remporte un prix W. C. Handy en 1983. Il reçoit deux nouveaux awards en 2010 pour son album You Got to Move. Installé en Europe depuis les années 1980, le musicien retourne régulièrement aux États-Unis afin de se produire sur scène. En 2009, son album Back to the Black Bayou, enregistré avec Little Victor, remporte le Grand-Prix du disque de l'Académie Charles-Cros.

## Biographie

### Jeunesse
La mère d'Iverson Minter meurt peu après sa naissance. L'enfant se retrouve orphelin à l'âge de 5 ans, lorsque son père est victime d'un lynchage du Ku Klux Klan,. Il passe plusieurs années en orphelinat à La Nouvelle-Orléans, puis est recueilli par sa grand-mère et l'un de ses oncles, établis à Pittsburgh en Pennsylvanie,.

### Carrière musicale
Durant son adolescence, Lousiana Red côtoie des musiciens de blues, tels John Lee Hooker et Eddie Burns, et commence à enregistrer pour le label Chess. Il utilise divers pseudonymes, comme Rocky Fuller, Playboy Fuller et Guitar Red,. Durant les années 1950, il s'engage dans l'US Air Force et est stationné en Corée. À son retour, il joue dans le groupe de John Lee Hooker,.
Durant les années 1960, il enregistre de nombreuses sessions à travers les États-Unis. Champion Jack Dupree lui présente Henry Glover qui lui permet d'enregistrer pour le label Roulette Records,. Au début des années 1970, Louisiana Red est redécouvert par le producteur Herb Abramson. Il se produit au festival de jazz de Montreux en 1975.
Le musicien s'installe en Allemagne durant les années 1980. Il tourne en Europe et enregistre pour de nombreux labels. Louisiana Red revient régulièrement donner des concerts aux États-Unis. Son dernier album, Memphis Mojo, sort en 2011.

### Vie personnelle
Les sources diffèrent quant à son année de naissance, Louisiana Red serait né en 1932 ou 1936,. Dans son ouvrage The Truman and Eisenhower Blues, Guido Van Rijn affirme que le guitariste a menti sur son âge pour pouvoir intégrer l'armée. Son lieu de naissance fait également débat. Il serait né à Bessemer dans l'Alabama, bien que, selon The Guardian, il ait parfois mentionné d'autres lieux durant ses interviews. Dans son ouvrage Kennedy's blues: African-American blues and gospel songs on JFK, Van Rijn avance que Iversion Minter aurait vu le jour à Vicksburg dans l'État du Mississippi. C'est également l'avis de Rick Koster, auteur de Louisiana Music.
Sa première épouse Ealase, avec laquelle il a eu trois enfants, meurt d'un cancer en 1973. À la fin des années 1970, il a une liaison avec la chanteuse de blues Odetta. Il s'établit à Hanovre dans les années 1980 et se remarie en 1984.

## Style musical et influences

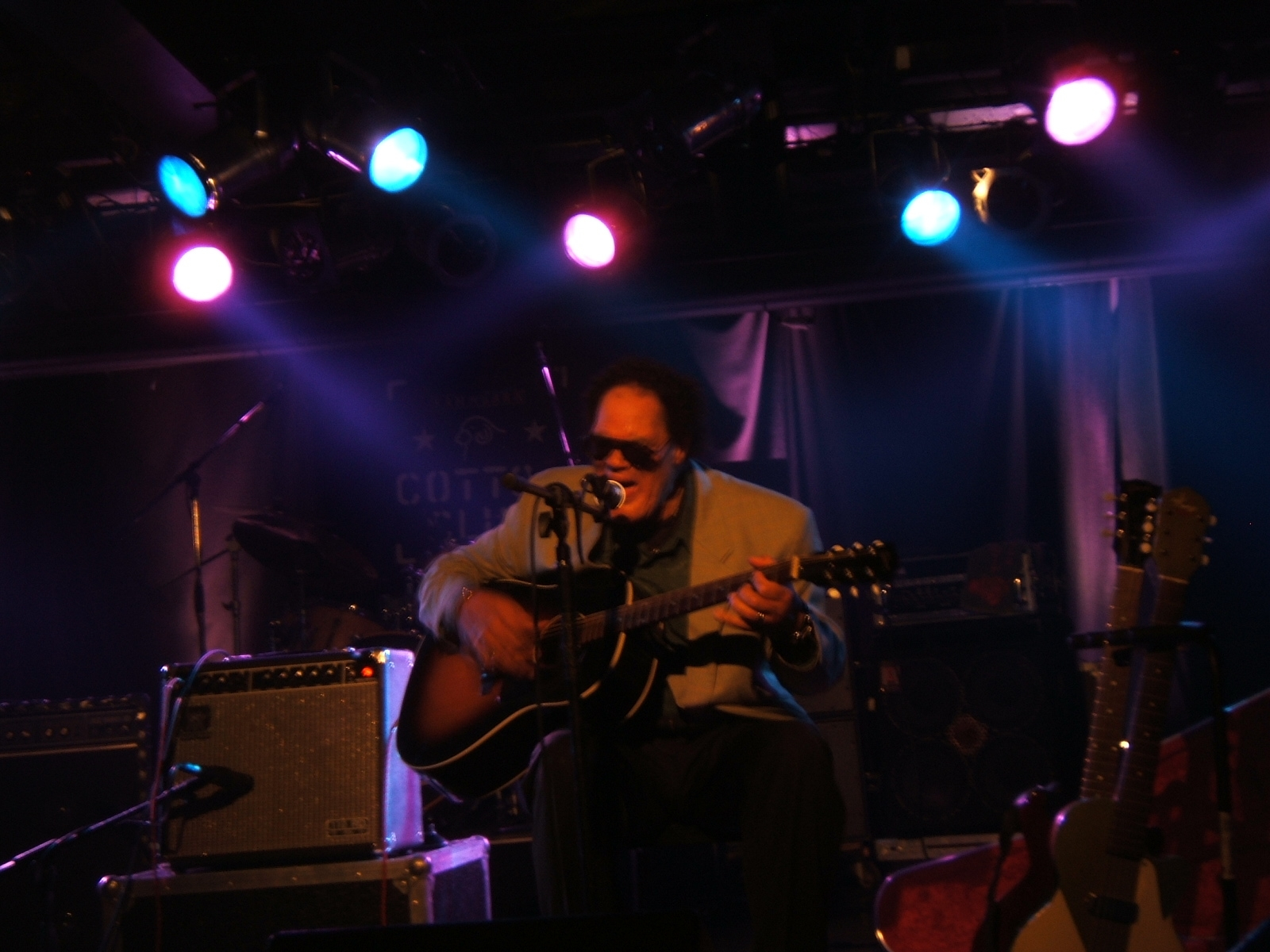
Louisiana Red en concert en 2006.

Dans sa jeunesse, Louisiana Red est très influencé par des guitaristes comme Lightnin' Hopkins et Muddy Waters. Il parvient par la suite à assimiler ses influences et à trouver son propre style,. Adepte du jeu en slide, il pratique également l'harmonica.
Il est considéré comme l'un des derniers représentants du delta blues. Durant sa carrière, Red collabore avec des musiciens de différents horizons. Son parcours le mène notamment en Tchécoslovaquie et en Islande. En 1988, il mêle le rebetiko au blues lors de sa collaboration avec des musiciens grecs,.
Ses textes sont souvent autobiographiques. Ils sont reconnus pour leur étrangeté et leur inventivité, notamment Red Dream, sorti en 1962, dans lequel il se met en scène aux côtés de John F. Kennedy et Nikita Khrouchtchev durant la crise des missiles de Cuba. Il pratique aussi le commentaire social dans des chansons intitulées Antinuclear Blues ou encore Reagan Is for the Rich Man.

## Récompenses
Durant sa carrière, Louisiana Red est nommé à 14 reprises par la Blues Foundation et remporte trois prix. En 1983, il reçoit le W. C. Handy award dans la catégorie « Meilleur musicien blues traditionnel ». En 2010, il est distingué par la fondation dans la catégorie « Acoustic blues artist of the year » et son album You Got to Move, enregistré avec David Maxwell est primé dans la catégorie « Acoustic album of the year »,.
En 2009, son album Back to the Black Bayou, enregistré avec Little Victor, remporte le Grand-Prix du disque de l'Académie Charles-Cros dans la catégorie « blues ».

## Discographie

### Albums studio
- 1963 : The Lowdown Back Porch Blues (Roulette)
- 1963 : Seventh Son  (Carnival)
- 1970 : Spivey's Blues Cavalcade V.A. (Spivey Rec.)
- 1970 : Shouts the Blues (Forum Circle)
- 1972 : L.R. sings the Blues  (Atlantic)
- 1975 : Sweet Blood Call  (Blue Labor)
- 1976 : Dead Stray Dog  (Blue Labor)
- 1979 : New York Blues  (L+R)
- 1979 : Reality Blues  (L+R)
- 1980 : High Voltage Blues  (Black Panther)
- 1982 : Midnight Rambler (Tomato)
- 1982 : Blues for Ida B  ( JSP)
- 1983 : Boy from Black Bayou  (L+R)
- 1983 : Anti Nuclear Blues  (L+R)
- 1983 : Blues from the Heart (JSP)
- 1984 : Back to the Roots (L+R)
- 1984 : Bluesman (JSP)
- 1984 : Back to the Road again  (MMG)
- 1984 : My Life (L+R) avec Carey Bell
- 1985 : World on Fire  (MMG)
- 1985 : Brothers in Blues  (CMA)
- 1989 : Hot Sauce (Red Lightnin')
- 1990 : Nothin' but the Blues  (Castle Rec.)
- 1991 : Pretty Woman  (Blues Beacon)
- 1992 : Last Mohican of the Blues  (Polton)
- 1992 : Ashland Avenue Blues (Schubert Rec.)
- 1994 : Allways played the Blues (JSP) avec Jon Cleary
- 1994 : Louisiana Red (Forum)
- 1994 : Rip off Blues (CMA)
- 1994 : Blues meets Rembetika (Distazi)
- 1995 : Sugar Hips (CMA)
- 1995 : Sittin' here wonderin'  (Earwig)
- 1995 : The Best of L.R.  (Evidence)
- 1996 : Rising Sun Collection  (JAMR)
- 1997 : Walked All Night Long (Jazz Alliance Inc) avec Lefty Dizz
- 1997 : Over my Head (Chrisly)
- 1997 : I hear the Train coming (Chrisly)
- 1997 : Sings deep Blues  (P-Vine)
- 1998 : The Blues Spectrum of Louisiana Red (JSP)avec Sugar Blue
- 1998 : Winter and Summer Sessions (Blues Factory)
- 1999 : Millenium Blues ( Earwig)
- 2001 : Driftin'  (Earwig Music)
- 2002 : A different Shade of Red (Severn Rec.)
- 2005 : No turn on Red (HMG/Hightone Records)
- 2008 : Back to the Black Bayou (Bluestown Rec.) avec Little Victor & Kim Wilson
- 2009 : You got to Move  (Blu Max Rec.) avec D. Maxwell
- 2011 : Memphis Mojo  (Ruf Records) avec David Maxwell

### Albums live
- 1976 : Live + Well (Ornament Rec.)
- 1978 : King Bee  (Orchid) avec Sugar Blue
- 1978 : Red,Funk and Blue  (Black Panther) avec Sugar Blue
- 1991 : Live at 55 avec Stormy Monday Band & Carey Bell (Enja)
- 2001 : Live in Montreux (Vaud)|Montreux 1975 (Labor Records)
- 2004 : Bad Case of the Blues  (Mojo Tone Rec.) avec Carey Bell
- 2008 : Live at Painted Sky (Paul Production)

## Filmographie
- 1976 : Rockpalast WDR TV
- 1982 : Comebac' avec Eric Burdon
- 1988 : Ballhaus Barmbek avec Nico
- 2001 : Mississippi-Nedervetil documentaire video
- 2003 : Bowers & Wilkins RnB Festival 2003 DVD V.A.
- 2005 : Red and Blues documentaire DVD
- 2007 : Live in Scandinavia DVD
- 2007 : Family Meeting" Concertf, film documentaire DVD V.A.
- 2011 : 2010 Blues Music Awards DVD V.A.